# David Bekker

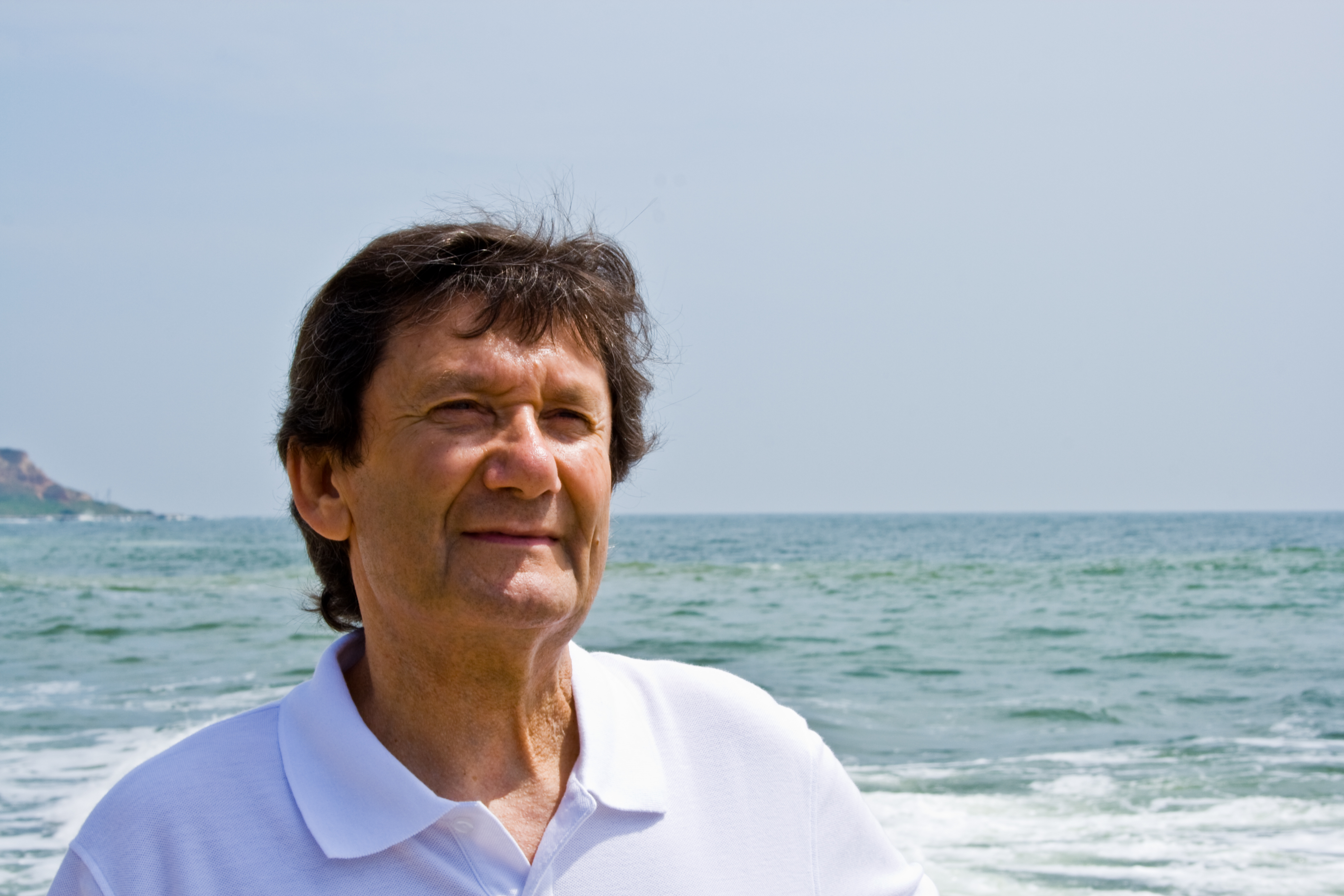
David Bekker, 2010

Dawid Juljewitsch Bekker (ukrainisch Давид Юлійович Беккер, russisch Давид Юльевич Беккер) (* 15. April 1940 in Odessa; † 4. März 2022 ebenda) war ein ukrainischer Maler und Grafiker.

## Leben
Bekkers Vater Julius, den er nie kennenlernte, stammte aus einer Familie deutscher Kolonisten, war als Professor eines Industrie-Institutes tätig, wo er auch die Mutter, damals Studentin der Anstalt und später festes Parteimitglied der KPdSU, kennenlernte. Der Vater wurde bereits im Jahr 1939 hingerichtet. Den Familiennamen Bekker übernahm David von seiner Mutter. Von 1955 bis 1960 besuchte er die Kunstfachschule „M.Grekow“ Odessa und von 1960 bis 1966 das Kunstgewerbliche Institut in Charkow. Im Jahr 1966 begann er seine erste Schaffensphase; hauptsächlich mit Bildern, Zeichnungen, Gravierungen und Lithografien. Zwei Jahre später erstellte er das erste Exlibris auf Basis einer Linoleum Gravur. Von 1970 bis 1980 arbeitete er meist mit der "Kaltnadel Gravur" Technik.
Im Jahr 1970 erfolgte seine Aufnahme in die Künstlervereinigung der UdSSR. Im Jahr 1991 wurde er Mitglied der Künstlervereinigung der Ukraine. Seit 1994 widmete er sich verstärkt der Schaffung von Exlibris, meist für private Kunden. Er war als Künstler weltweit auf dem Gebiet der Gravierungen und Lithografien tätig.
Seine Werke sind u. a. im Puschkin-Museum Moskau, in St. Petersburg, Ex Libris Center / St. Niklaas* Belgien und The Book Museum / Gravenhaag* Niederlande zu finden.

## Auszeichnungen
- 1986 zweiter und dritter Platz / Kunstausstellung in Polen
- 1987 Albrecht Dürer Preis / Nürnberg in Deutschland
- 1996 "Reynaert de Vos" Erster Preis / St. Niklaas in Belgien
- 1997 Internationaler Exlibris Wettbewerb "Fairy Tales " / in Belgien
- 1999 dritter Platz (Maus Ketti Wettbewerb) / in Luxemburg
- 1999 zweiter Platz bei der VIII Biennale / in Polen
- 2001 Großer Preis von Japan für das "beste Exlibris 2000"